# آی‌اس-۲
آی‌اس-۲ (به روسی: ИС-۲) یک تانک سنگین ساخت اتحاد جماهیر شوروی است که اواخر جنگ جهانی دوم طراحی شد و برای چندین دهه در ارتش سرخ و نیروهای مسلح کشورهای متحد شوروی خدمت کرد.

## مشخصات فنی (آی‌اس-۱۲۲)

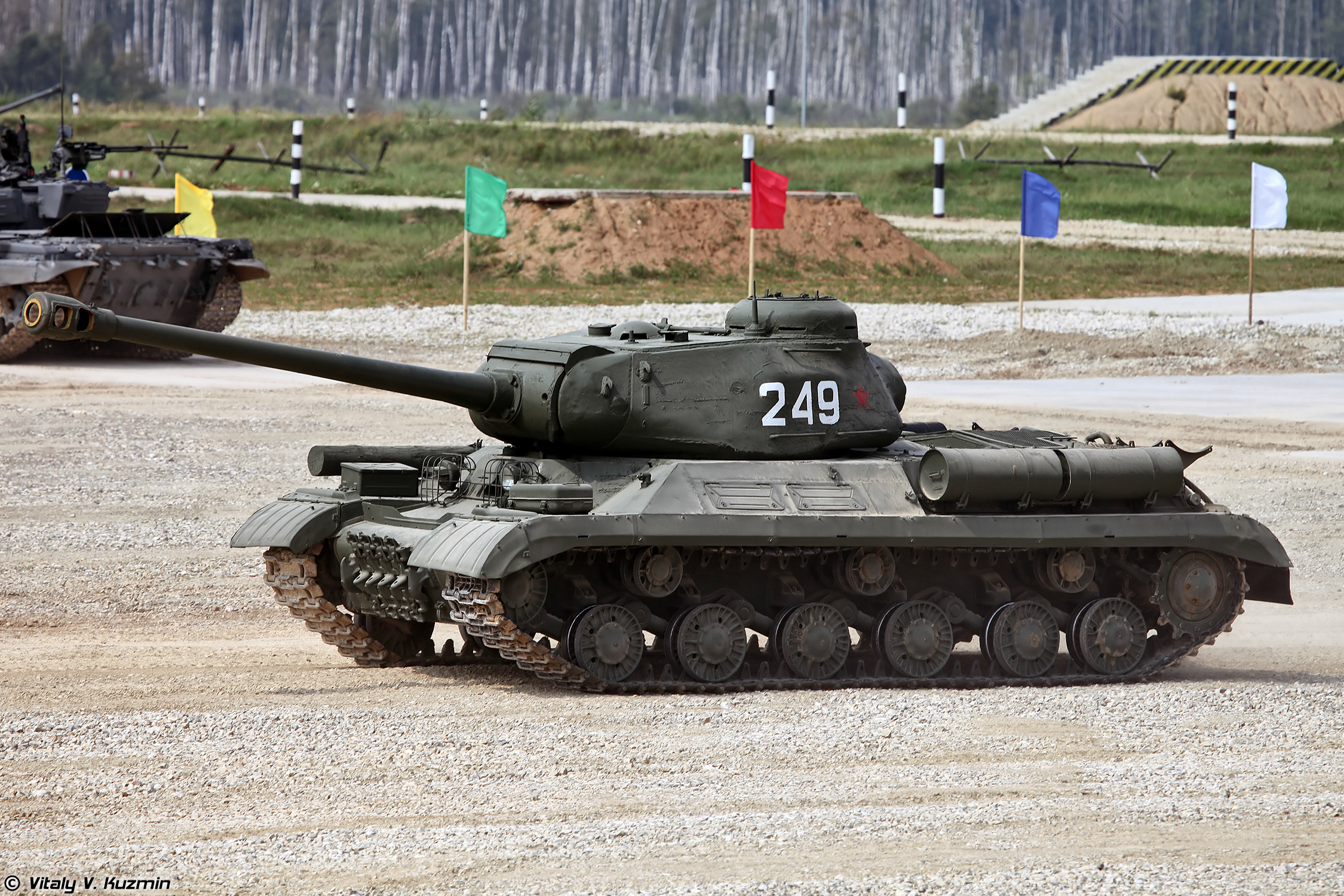

### مشخصات عمومی
- خدمه: ۴ نفر

ابعاد
- طول:
  - کلی: ۹٫۶ متر
  - بدون توپ: ۶٫۶ متر
- عرض: ۳٫۱ متر
- ارتفاع: ۲٫۷ متر
- ارتفاع از سطح زمین: ۳۶ سانتی‌متر

شنی
- عرض شنی: ۶۵ سانتی‌متر
- تماس با زمین: ۴.۴ متر
- فاصله دندانه‌های شنی: ۱۶ سانتی‌متر

وزن
- وزن باگذاری‌شده: ۴۵ تن
- فشار بر زمین: ۰.۷۹ کیلوگرم بر سانتی‌متر مربع

زره
- برجک: ۳۰ تا ۱۰۲ میلی‌متر
- بدنه:
  - جلو: ۱۲۰ میلی‌متر
  - اطراف: ۹۰ میلی‌متر
  - پشت: ۲۲ تا ۶۴ میلی‌متر
  - کف: ۱۹ میلی‌متر
  - سقف: ۲۵ میلی‌متر

پیشرانه
- نیرومحرکه: یک موتور دیزل ۱۲ سیلندر وی‌شکل وی-۲-آی‌اس خنک‌شونده با آب: ۵۱۳ اسب بخار در ۲۰۰۰ دور بر دقیقه
- ظرفیت سوخت: ۴۳۵ لیتر

### عملکرد
- حداکثر سرعت:
  - در جاده: ۳۷ کیلومتر بر ساعت
  - خارج از جاده: ۱۹ کیلومتر بر ساعت
- پایاسیر: ۲۴ کیلومتر بر ساعت
- حداکثر برد:
  - در جاده: ۲۴۰ کیلومتر
  - خارج از جاده: ۲۱۰ کیلومتر

عبور از موانع
- حداکثر زاویه: ۳۶ درجه
- حداکثر ارتفاع: ۱ متر
- حداکثر عرض سنگر: ۲٫۵ متر
- حداکثر عمق آب: ۱.۳ متر

### تسلیحات
- اصلی: ۱ × توپ دو منظوره کالیبر ۱۲۲ میلی‌متر دی-۲۵ ام-۱۹۴۳ ال/۴۳: ۲۸ گلوله
- زاویه بالا و پایین شدن توپ: ۲۰+/۳-
- ثانویه:
  - ۳ × مسلسل کالیبر ۷٫۶۲ میلی‌متر دی‌تی: ۲۳۳۰ گلوله
  - ۱ × مسلسل ضدهوایی دوشکا: ۹۴۵ گلوله[۲]